# Nakae Tōju
Nakae Tōju est un nom japonais traditionnel ; le nom de famille (ou le nom d'école), Nakae, précède donc le prénom (ou le nom d'artiste).
Nakae Tōju (中江 藤樹), 21 avril 1608 – 11 octobre 1648, est un philosophe confucéen japonais surnommé « le sage d'Ōmi ».
Nakae est un obligé féodal de l'époque du shogunat Tokugawa. Il enseigne que la plus haute des vertus est la piété filiale (kō), leçon qu'il met en pratique lorsqu'il abandonne son poste officiel en 1634 afin de retourner chez lui dans le village de Takashima, dans la province d'Ōmi prendre soin de sa mère. Il fait cependant une distinction entre le sho-kō et le dai-kō : moindre et plus grande piété filiale. Le sho-kō implique les soins normaux dus par les enfants à leurs parents; le dai-kō implique la notion que nos parents humains sont eux-mêmes les enfants de parents divins - ainsi, si ses parents ont tort, on doit alors les inciter à revenir à la vertu.
De façon inhabituelle pour l'époque, il croit que son enseignement sera utile aussi bien aux femmes qu'aux hommes. Tout en acceptant le point de vue alors commun que les femmes manquent généralement des vertus telles que la compassion et l'honnêteté, il soutient : « si la disposition d'une femme est saine et pieuse, obéissante, sympathique et honnête, alors… tous les membres de sa famille seront en paix et toute la maisonnée dans un ordre parfait ».
Nakae suit d'abord l'enseignement du philosophe néoconfucéen chinois Zhu Xi, mais se tourne ensuite vers Wang Yangming (1472-1529), qui plaide pour la primauté de l'intuition humaine - ou conscience - sur intellect : l'amélioration morale découle de l'action basée sur la conscience (à comparer avec l'éthique aristotélicienne). Nakae ajoute un aspect plus religieux à « l'école de l'intuition de l'esprit » de Wang, et nomme la conscience la « lumière divine du ciel ». L'œuvre de Nakae fournit à ses disciples (tel que Kumazawa Banzan [1619-1691]), « le fondement moral de l'action politique ».

### Source de la traduction
- (en) Cet article est partiellement ou en totalité issu de l’article de Wikipédia en anglais intitulé « Toju Nakae » (voir la liste des auteurs).